# روبرت واگنر (دوچرخه‌سوار)
روبرت واگنر (اسپانیایی: Robert Wagner‎؛ زادهٔ ۱۷ آوریل ۱۹۸۳) دوچرخه‌سوار اهل آلمان است.
از باشگاه‌هایی که در آن رکاب زده‌است می‌توان به تیم لوتوان‌ال–یومبو، تیم سانوب، و تیم ترک-سگافردو اشاره کرد.